# Eustaquio Cabieces
Eustaquio Cabieces fue un héroe de la lucha contra las Invasiones Inglesas al Río de la Plata de comienzos del siglo XIX.  

## Biografía
Eustaquio Cabieces (o Cambieses) nació en Buenos Aires, Virreinato del Río de la Plata (Argentina).
Tuvo una destacada actuación en la primera de las invasiones británicas al Río de la Plata en 1806. Con el rango de teniente de Artilleros Urbanos luchó en la segunda invasión en julio de 1807 muriendo en defensa de la ciudad.
En 1808, como reconocimiento a sus méritos en esas jornadas, el virrey Santiago de Liniers dio su nombre una calle de la ciudad, la actual Avenida Brasil.
En 1945 se dio su nombre, como "Eustaquio Cambieses" a una calle de Flores.